# Graydon Oliver
Graydon Oliver, né le 15 juin 1978 à Miami, est un joueur de tennis américain, spécialiste du double.

## Carrière
Graydon Oliver a connu une carrière relativement courte, débutée en 2002 après des études supérieures à l'université de l'Illinois (titulaire d'un BBA) et terminée en 2005. À l'issue de la saison, il trouve un emploi chez Leor Energy au Texas, une société d'exploitation de gaz naturel. Il est actuellement directeur général et conseiller financier d'Avalon Advisors.
En 2002, pour sa première saison complète chez les professionnels, il commence l'année à la 447e place en double. Après 4 titres en Futures et un en Challenger à North Miami Beach, il atteint la finale du tournoi ATP de Houston avec Jan-Michael Gambill. Il franchit ensuite deux tours à Wimbledon, parvient en quart de finale à Washington et en demi-finales à Long Island. Titré à Hong Kong puis finaliste à Tokyo, il termine la saison à la 50e place mondiale.
En février 2004, il est contrôlé positif à l'hydrochlorothiazide. Il sera suspendu deux mois. Il remportera deux autres titres à Pékin et Bangkok en fin d'année, puis un dernier à Indianapolis en juillet 2005. Il reviendra brièvement en 2006 pour disputer le tournoi de Wimbledon et l'US Open avec Jarkko Nieminen.

## Palmarès

### Titres en double (4)
| No | Date       | Nom et lieu du tournoi         | Catégorie   | Dotation  | Surface    | Partenaire          | Finalistes                     | Score           |          |
| -- | ---------- | ------------------------------ | ----------- | --------- | ---------- | ------------------- | ------------------------------ | --------------- | -------- |
| 1  | 23-09-2002 | Salem Open Hong Kong           | Int' Series | 375 000 $ | Dur (ext.) | Jan-Michael Gambill | Wayne Arthurs Andrew Kratzmann | 62-7, 6-4, 7-64 | Parcours |
| 2  | 13-09-2004 | China Open Pékin               | Int' Series | 475 000 $ | Dur (ext.) | Justin Gimelstob    | Alex Bogomolov Taylor Dent     | 4-6, 6-4, 7-66  | Parcours |
| 3  | 27-09-2004 | Thailand Open Bangkok          | Int' Series | 525 000 $ | Dur (int.) | Justin Gimelstob    | Yves Allegro Roger Federer     | 5-7, 6-4, 6-4   | Parcours |
| 4  | 18-07-2005 | RCA Championships Indianapolis | Int' Series | 575 000 $ | Dur (ext.) | Paul Hanley         | Simon Aspelin Todd Perry       | 6-2, 3-1, ab.   | Parcours |

### Finales de double perdues (4)
| No | Date       | Nom et lieu du tournoi                             | Catégorie   | Dotation  | Surface      | Vainqueurs                 | Partenaire          | Score      |          |
| -- | ---------- | -------------------------------------------------- | ----------- | --------- | ------------ | -------------------------- | ------------------- | ---------- | -------- |
| 1  | 22-04-2002 | US Men's Clay Court Championship Houston           | Int' Series | 375 000 $ | Terre (ext.) | Mardy Fish Andy Roddick    | Jan-Michael Gambill | 6-4, 6-4   | Parcours |
| 2  | 30-09-2002 | AIG Japan Open Tennis Championships Tokyo          | Series Gold | 700 000 $ | Dur (ext.)   | Jeff Coetzee Chris Haggard | Jan-Michael Gambill | 7-64, 6-4  | Parcours |
| 3  | 21-04-2003 | US Men's Clay Court Championship Houston           | Int' Series | 355 000 $ | Terre (ext.) | Mark Knowles Daniel Nestor | Jan-Michael Gambill | 6-4, 6-3   | Parcours |
| 4  | 04-07-2005 | Campbell’s Hall of Fame Championships Newport (RI) | Int' Series | 355 000 $ | Gazon (ext.) | Jordan Kerr Jim Thomas     | Travis Parrott      | 7-65, 7-65 | Parcours |

## Parcours dans les tournois duGrand Chelem

### En double
| Année | Open d'Australie             | Open d'Australie          | Internationaux de France     | Internationaux de France    | Wimbledon                    | Wimbledon                 | US Open                      | US Open                   |
| ----- | ---------------------------- | ------------------------- | ---------------------------- | --------------------------- | ---------------------------- | ------------------------- | ---------------------------- | ------------------------- |
| 2000  | —                            | —                         | —                            | —                           | —                            | —                         | 1er tour (1/32) C. Franklin  | R. Barnard R. Koenig      |
| 2002  | —                            | —                         | —                            | —                           | 3e tour (1/8) J-M. Gambill   | B. Bryan M. Bryan         | 1er tour (1/32) J-M. Gambill | B. Björkman T. Woodbridge |
| 2003  | 1er tour (1/32) J-M. Gambill | L. Lapentti T. Woodbridge | 1er tour (1/32) J-M. Gambill | F. López D. Sanguinetti     | 1er tour (1/32) J-M. Gambill | W. Black K. Ullyett       | 2e tour (1/16) M. García     | F. Čermák L. Friedl       |
| 2004  | 1er tour (1/32) J. Kerr      | S. Aspelin M. Bertolini   | 1er tour (1/32) S. Aspelin   | K. Beck J. Novák            | 2e tour (1/16) D. Hrbatý     | J. Gimelstob S. Humphries | 1/8 de finale J. Gimelstob   | M. Knowles D. Nestor      |
| 2005  | 1er tour (1/32) J. Gimelstob | S. Aspelin R. Koenig      | 1er tour (1/32) J. Palmer    | G. Galimberti P. Srichaphan | 1er tour (1/32) J. Palmer    | M. Bhupathi T. Woodbridge | 2e tour (1/16) J. Kerr       | A. Delić J. Morrison      |
| 2006  | —                            | —                         | —                            | —                           | 1er tour (1/32) J. Nieminen  | J. Hernych D. Škoch       | 3e tour (1/8) J. Nieminen    | M. Damm L. Paes           |

N.B. : le nom du ou de la partenaire se trouve sous le résultat ; le nom des ultimes adversaires se trouve à droite.